# Viola raddeana
Viola raddeana är en violväxtart som beskrevs av Eduard August von Regel. Viola raddeana ingår i släktet violer, och familjen violväxter. Inga underarter finns listade i Catalogue of Life.